# تسوریکومی گوشی

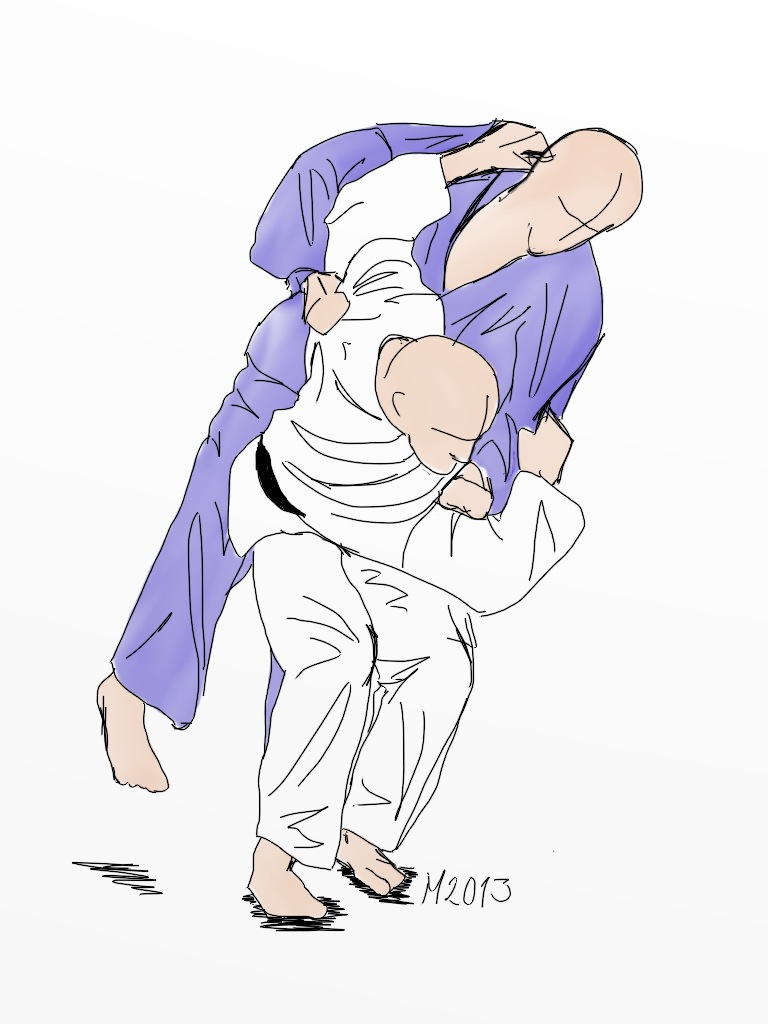

تسوریکومی گوشی (به ژاپنی: 釣込腰)-(به انگلیسی: Tsurikomi goshi) یکی از فنون و تکنیک‌های دستهٔ ناگه-وازا رشتهٔ ورزشی جودو است که در زیردستهٔ کوشی-وازا دسته‌بندی می‌شود.